# Rhynchotechum permolle
Rhynchotechum permolle är en tvåhjärtbladig växtart som först beskrevs av Christian Gottfried Daniel Nees von Esenbeck, och fick sitt nu gällande namn av Brian Laurence Burtt. Rhynchotechum permolle ingår i släktet Rhynchotechum och familjen Gesneriaceae. Inga underarter finns listade i Catalogue of Life.